# Centro Harmel
Il Centro Harmel è il nome abituale di quello che è stato ufficialmente definito il Centro di ricerca per la soluzione nazionale delle questioni sociali, politiche e legali delle varie regioni del paese. Il nome breve alternativo si riferisce al democratico cristiano di Liegi Pierre Harmel che ha presentato il disegno di legge il 21 maggio 1946 per istituire questo centro. Questa proposta è stata approvata dalla legge nel 1948.
Il centro sarebbe attivo in quattro aree, vale a dire:
- demografia
- economia
- questioni morali e culturali
- organizzazione politica, giudiziaria e amministrativa

L'intenzione era quella di formulare decisioni e soluzioni a beneficio del governo dopo aver studiato le varie aree di ricerca.
Il centro era composto da 18 membri del parlamento e 24 extraparlamentari. Il primo incontro ebbe luogo l'8 giugno 1949 e si prevedeva che il lavoro avrebbe richiesto due anni. Questo periodo fu esteso di due anni nel 1951. Tuttavia, l'ultima sessione si sarebbe svolta solo il 25 ottobre 1955 e il rapporto finale non doveva essere consegnato alla Camera dei rappresentanti fino al 25 aprile 1958.
Soprattutto il lavoro della commissione sull'organizzazione politica, giudiziaria e amministrativa, e più specificamente le sue attività per quanto riguarda la determinazione del confine linguistico, avrebbe avuto un'influenza importante sulla politica belga del dopoguerra.